# Театральний провулок (Одеса)
Театральний провулок — провулок в історичному центрі Одеси. Починається від перетину Біржової площі й Приморського бульвару, пролягає вздовж Пале-Рояля, закінчується перетином із вул. Європейською.

## Історія
Вулиця з'явилася на карті міста у 1840 році під назвою Театральна. Свою назву дістала від Одеської опери, будівля якої розташована на цій вулиці. Однак вже у 1841 році з'являється інша назва — вулиця Біржова, в честь Старої біржі, будівля якої знаходилася на площі на початку вулиці. Обидві назви фактично використовуються водночас. У 1843 році вулиця змінила свій статус на провулок, однак обидві назви продовжують використовуватись аж до 1864 року, коли залишилася одна назва — Біржовий провулок.
У 1946 році провулок було названо на честь російського композитора Петра Чайковського, який під час гастролей 1889 року мешкав у Готелі «Північний», будівля якого знаходилася за адресою Театральний провулок, 12, про що свідчить меморіальна дошка на будівлі.

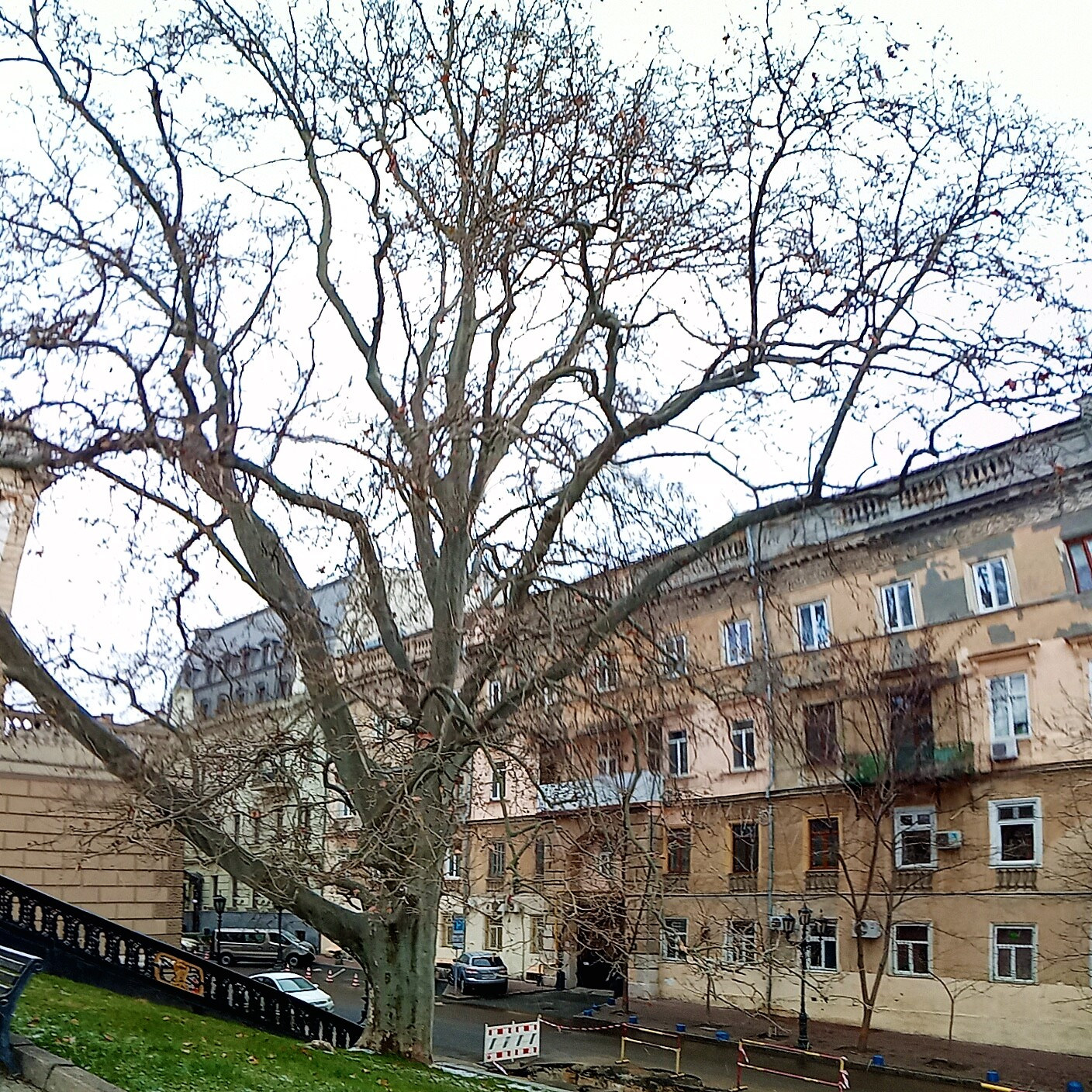
Вигляд провулку з боку Оперного театру

26 липня 2024 року розпорядженням Начальника Одеської ОВА провулок Чайковського перейменовано на Театральний провулок.

## Архітектурні пам'ятки
- Театр опери та балету (Одеський Національний Академічний театр опери та балету) — Театральний провулок, 1 — Побудований у 1887 році. Збудований на місці згорілого в 1873 році старого театру. Зразком послужила зведена чотирма роками раніше Дрезденська Опера. Унікальна акустика підковоподібного залу дозволяє доносити навіть шепіт зі сцени в будь-який куточок залу. Під час Другої світової війни будівля театру дивом уціліла: нацисти планували підірвати його при відступі.
- Будинок Магнера — Театральний провулок, 4 — Побудований у 1905 році.
- Прибутковий будинок Єфрусі — Театральний провулок, 6 — Побудований у 1840 році.
- Будинок Франческо Боффо — Театральний провулок, 8 — Побудований у 1844 році, в якому жив італійський архітектор, автор багатьох видатних проєктів, Франческо Боффо.
- Прибутковий будинок Бекеля (зараз готель Дюк) — Театральний провулок, 10 — Побудований у 1906 році.
- Будівля готелю «Північний» — Театральний провулок, 12 — Побудований у 1870 році. У цьому будинку жили: композитор Петро Ілліч Чайковський, письменник Антон Павлович Чехов, педагог Костянтин Дмитрович Ушинський, оперна співачка Соломія Амвросіївна Крушельницька, композитори Микола Віталійович Лисенко, Микола Андрійович Римський-Корсаков і Едуард Францевич Направник.
- Будинок Шорштейна — Театральний провулок, 14 — Побудований у 1844 році.
- Прибутковий будинок Порібі — Театральний провулок, 16 — Побудований у 1893—1894 роках.

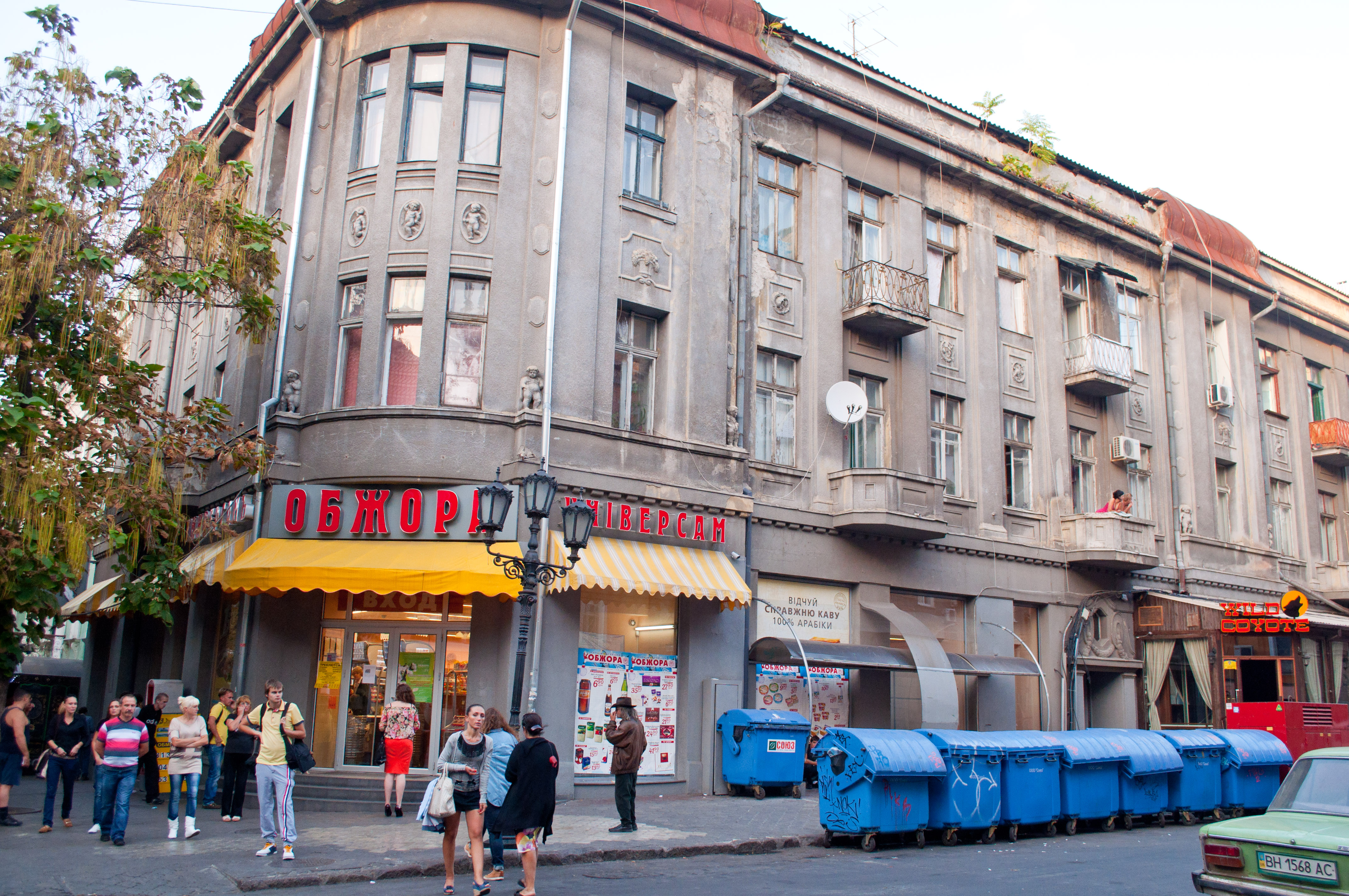
Будинок прибутковий Боніфаці у якому містилась театральна школа М.І. Морської

- Прибутковий будинок Боніфаці — Театральний провулок, 18 — Побудований у 1913 році. У цьому будинку знаходилася театральна школа Марії Іванівни Морської, в якій навчалися актори Павло Олександрович Карганов і Г. П. Ардаров, режисер Леонід Федорович Лазарєв. У 1902—1924 роках знаходився театр КЛГТ — «Конференція лицарів гострого театру».